# Wereldbeker schaatsen 2022/2023 - Wereldbekerfinale
De Wereldbeker schaatsen 2022/2023 Wereldbekerfinale was de zesde en laatste wedstrijd van het wereldbekerseizoen die van 17 tot en met 19 februari 2022 plaatsvond op de de Ice Arena in Tomaszów Mazowiecki, Polen. Tijdens deze wedstrijd reed Jordan Stolz een baanrecord op de 1500 meter mannen, Ragne Wiklund een baanrecord op de 3000 meter vrouwen en Sander Eitrem een baanrecord op de 5000 meter mannen.

## Tijdschema
| Datum                | Tijd (MST) | Tijd (CET) | Onderdeel                                                                                  |
| -------------------- | ---------- | ---------- | ------------------------------------------------------------------------------------------ |
| Vrijdag 17 februari  | 9:00       | 17:00      | 1500 m mannen 500 m vrouwen 3000 m vrouwen teamsprint mannen                               |
| Zaterdag 18 februari | 05:45      | 13:45      | 1500 m vrouwen 500 m mannen 5000 m mannen teamsprint vrouwen                               |
| Zondag 19 februari   | 05:45      | 13:45      | halve finales massastart 1000 m vrouwen 1000 m mannen massastart vrouwen massastart mannen |

## Podia

### Mannen
| Wedstrijd  | Goud                                                            | Tijd              | Zilver                                                                     | Tijd              | Brons                                                        | Tijd              |
| 500 m      | Yuma Murakami Japan                                             | 34,69             | Jordan Stolz Verenigde Staten                                              | 34,73             | Dai Dai N'tab Nederland                                      | 34,79             |
| 1000 m     | Wesly Dijs Nederland                                            | 1.08,52           | Jordan Stolz Verenigde Staten                                              | 1.08,64           | Hein Otterspeer Nederland                                    | 1.08,72           |
| 1500 m     | Jordan Stolz Verenigde Staten                                   | 1.45,44           | Kjeld Nuis Nederland                                                       | 1.46,16           | Sander Eitrem Noorwegen                                      | 1.46,30           |
| 5000 m     | Sander Eitrem Noorwegen                                         | 6:15,06           | Beau Snellink Nederland                                                    | 6:21,63           | Bart Swings België                                           | 6:22,94           |
| Massastart | Bart Hoolwerf Nederland                                         | 61 punten 8.19,32 | Chung Jae-won Zuid-Korea                                                   | 40 punten 8.19,40 | Andrea Giovannini Italië                                     | 23 punten 8.19,50 |
| Teamsprint | Canada Laurent Dubreuil Anders Johnson Antoine Gélinas-Beaulieu | 1.19,53           | Noorwegen Håvard Holmefjord Lorentzen Bjørn Magnussen Henrik Fagerli Rukke | 1.20,89           | Nederland Stefan Westenbroek Janno Botman Merijn Scheperkamp | 1.21,61           |

### Vrouwen
| Wedstrijd  | Goud                                                     | Tijd              | Zilver                                                   | Tijd              | Brons                                | Tijd              |
| 500 m      | Vanessa Herzog Oostenrijk                                | 37,96             | Kim Min-sun Zuid-Korea                                   | 38,08             | Jutta Leerdam Nederland              | 38,14             |
| 1000 m     | Jutta Leerdam Nederland                                  | 1.14,94           | Kimi Goetz Verenigde Staten                              | 1.15,54           | Miho Takagi Japan                    | 1.15,67           |
| 1500 m     | Ragne Wiklund Noorwegen                                  | 1.56,45           | Antoinette Rijpma-de Jong Nederland                      | 1.57,39           | Miho Takagi Japan                    | 1.57,59           |
| 3000 m     | Ragne Wiklund Noorwegen                                  | 4.02,79           | Martina Sáblíková Tsjechië                               | 4.05,67           | Joy Beune Nederland                  | 4.08,35           |
| Massastart | Momoka Horikawa Japan                                    | 60 punten 8.58,39 | Valérie Maltais Canada                                   | 43 punten 8.58,56 | Ivanie Blondin Canada                | 21 punten 9.03,51 |
| Teamsprint | Verenigde Staten McKenzie Browne Kimi Goetz Erin Jackson | 1.27,92           | Canada Ivanie Blondin Carolina Hiller Brooklyn McDougall | 1.28,73           | China Zhang Lina Han Mei Jin Jingzhu | 1.29,51           |